# 플랑크 밀도
플랑크 밀도(Planck density)는 ρP로 표현되는 밀도의 플랑크 단위이다.
{\displaystyle \rho _{P}={\frac {m_{P}}{l_{P}^{3}}}={\frac {c^{5}}{\hbar G^{2}}}} ≈ 5.15485 × 1096 kg/m3
조건
mP은 플랑크 질량
lP은 플랑크 길이
c는 진공의 빛의 속도
{\displaystyle \hbar }는 디랙 상수 (환산 플랑크 상수)
G는 중력 상수
이것은 태양의 질량의 1023배가 하나의 원자핵에 응축된 것과 같은 매우 큰 단위이다. 플랑크 시간에 우주의 밀도가 플랑크밀도였다고 생각된다.